# Abraham Eriksson (Leijonhufvud)
Abraham Eriksson (Leijonhufvud), född 1512 eller 1513, död 1 mars 1556, var en svensk riddare och riksråd. Han skrev sig till Ekeberg.

## Biografi
Abraham Eriksson (Leijonhufvud) föddes 1512 eller 1513. Han var son till riksrådet Erik Abrahamsson (Leijonhufvud) (död 1520 i Stockholms blodbad) och Ebba Eriksdotter (Vasa). Abraham Eriksson erhöll 6 oktober 1536 Hofs län i Östergötland i förläning och 5 juni 1538 fick han Skänninge och biskopssakerna i Hofs län som förläning. 1539 erhöll han förläning brev på kungssakerna för alla hans och hustruns gods och senare samma år all kunglig skatt i Glanshammars och Lillkyrka socknar. I slutet av 1539 utnämndes Abraham Eriksson till riksråd och 4 juli 1540 blev han ståthållare på Stockholms slott.
Abraham Eriksson fick 1542 befallning att försvara Östergötland mot Nils Dacke under Dackefejden och deltog 6 september i förhandlingar med de upproriska på kungens befallning. Han omtalas 12 oktober samma år som "lutinant" eller näst högste befälhavare över krigsfolket efter riksmarsken Lars Siggesson. Som befallningshavande i Östergötland mot Dacke nedgjorde han en gång i Haddorps by i Slacka socken 300 man av dennes parti. Under 1543 var han en av befälhavarna över krigsfolket i Östergötland och erhöll samma år Varnhems kloster och Glanshammars härad i förläning. 1544 underskrev han som väpnare Västerås arvförening och blev samma år lagman i Västergötland. Han fick 17 februari 1544 av sina syskon utan lott och byte Ekebergs gård. 1547 höll han tillsammans med sin bror Sten Eriksson (Leijonhufvud) och två andra av riksråden på konung Gustavs befallning en särskild herredag i Västergötland. 1550 erhöll han förläningsbrev på Skara stad och Segersjö gård i Lännäs socken.
Då gränsfejderna med Ryssland 1555 artade sig till fullständigt fredsbrott, sattes han jämte riksrådet Birger Nilsson (Grip) till överste för allt krigsfolk, som samlades i Viborg. Under detta fästes kortvariga belägring av ryssarna i januari 1556 var han tillsammans Birger Nilsson ståthållare där.[källa behövs]
Han avled 1 mars 1556 av slag efter endast fyra timmars sjukdom. Han skulle efter kungens önskemål begravas i Åbo domkyrka, men kom att gravsättas i Viborg.

### Egendom
Abraham Eriksson ägde Ekeberg i Lillkyrka socken.

### Familj
Abraham Eriksson gifte sig första gången 22 februari 1538 med Anna Tott (död 1552), dotter av hövitsmannen Åke Göransson Tott och Märta Bengtsdotter Ulf. De fick tillsammans barnen Märta Abrahamsson, Brita Abrahamsson och riksrådet Erik Leijonhufvud (1551–1616).
Abraham Eriksson gifte sig andra gången 24 februari 1555 i Arboga med Emerentia Gera, dotter av lagmannen Holger Karlsson (Gera) och Beata Nilsdotter Grip. De fick tillsammans dottern Ebba Abrahamsson.